# Aphelandra liboniana
Aphelandra liboniana är en akantusväxtart som beskrevs av Jean Jules Linden och Joseph Dalton Hooker. Aphelandra liboniana ingår i släktet Aphelandra och familjen akantusväxter. Inga underarter finns listade i Catalogue of Life.